# Об'єднане командування ОСВ НАТО
Об'єднане командування ОСВ (LANDCOM) — центральне командування всіх сухопутних військ НАТО. Командувач LANDCOM є головним радником Альянсу з питань сухопутної війни. При отриманні наказу Верховного головкома ОЗС НАТО в Європі (SACEUR) командування забезпечує ядро штабу, відповідального за ведення сухопутних операцій. Командування розташоване в Ізмірі (Туреччина).

## Історія
НАТО мало штаб-квартиру сухопутних військ в Ізмірі протягом багатьох десятиліть. Спочатку тут був розташований штаб Об'єднаних сухопутних військ у Південно-Східній Європі (LANDSOUTHEAST) під керівництвом генерал-лейтенанта армії США. Після закінчення Холодної війни штаб став Об'єднаним командуванням Південно-Схід. З 11 серпня 2004 по 1 червня 2013 року в Ізмірі був розташований штаб Об'єднаного командування повітряного компоненту НАТО на півдні, раніше відомого як AIRSOUTH.
У 2013 році штаб-квартира, в якій працювало 350 осіб, взяла на себе обов'язки Об'єднаного командування Гейдельберг (Німеччина) і Об'єднаного командування Мадрид (Іспанія), які підлягалали розформуванню в рамках трансформації НАТО.

## Роль
LANDCOM був створений Північноатлантичною радою для забезпечення взаємодії сухопутних військ НАТО. Командування підпорядковується безпосередньо Верховному головкому ОЗС НАТО в Європі та є провідним голосом з питань сухопутних операцій в рамках Альянсу. Воно відповідає за забезпечення швидкого розгортання сухопутного командування в спільних операціях. LANDCOM також здійснює планування, проведення і направлення таких сухопутних операцій.
Генерал-лейтенант Фредерік Ходжес у 2012 році заявив виданню Stars and Stripes, що «основну увагу його штаб-квартира приділить тому, щоб гарантувати, що тактичні уроки, отримані в ході десятиліття бойових дій в Афганістані, не будуть втрачені».